# العدنة (النادرة)

تعديل مصدري - تعديل

العدنة محلة تابعة لقرية بيت السحيقي، التابعة لعزلة ظلم بمديرية النادرة إحدى مديريات محافظة إب في الجمهورية اليمنية، بلغ تعداد سكانها 38 حسب تعداد اليمن لعام 2004.